# Actinocarya
Actinocarya es un género de plantas con flores perteneciente a la familia Boraginaceae. Comprende 4 especies descritas y de estas, solo 2 aceptadas. Es originaria de  China, la India.

## Descripción
Son hierbas anuales con tallos delgados, difusos. Hojas alternas, ovadas-oblongas a espatuladas. Pedicelo delgado. Flores solitarias, axilares.   Corola campanulada; apéndices en la garganta 5, lóbulos de las extremidades  5. Estambres insertados en el tubo de la corola, incluidos. El fruto es una nuez estrechamente ovoide, con gloquidios, envés convexas, con algunas gloquidias confluentes en la base para formar una emergencia cupular o corona; cicatriz adaxial.

## Taxonomía
El género fue descrito por George Bentham  y publicado en Genera Plantarum 2: 846. 1876.

## Especies
- Actinocarya acaulis
- Actinocarya tibetica